# 1911 في بولندا
فيما يلي قوائم الأحداث التي وقعت خلال عام 1911 في بولندا.

## كتب
من الكتب التي صدرت هذه السنة في بولندا:
- 1 يناير – تحت عيون غربية من تأليف جوزيف كونراد.

## مواليد

### يناير
- 1 يناير – هانز فولتر فيزيائي ألماني.

### فبراير
- 17 فبراير – أوسكار زايدلين كاتب وشاعر أمريكي.[1]

### أبريل
- 24 أبريل – كارل شيلر[2]

### يوليو
- 14 يوليو – إجناسي تلوزينسكي لاعب كرة مضرب بولندي.

### نوفمبر
- 20 نوفمبر – ديفيد سيمور[3]
- 26 نوفمبر – صموئيل ريشفسكي[4]

## وفيات

### مارس
- 16 مارس – روبرت ماكسيميليان غوركي (مواليد 1854) عالم نبات ألماني.